# Rudolf Birbaumer
Rudolf Birbaumer (* 11. April 1876 in Linsberg; † 7. Jänner 1947 in Baden) war ein österreichischer Politiker (GDVP), Hauptschullehrer und Schriftsteller. Birbaumer war von 1919 bis 1932 Abgeordneter zum Landtag von Niederösterreich sowie von 1920 bis 1927 Mitglied des Bundesrats.

## Leben
Birbaumer absolvierte die Lehrerbildungsanstalt in Wiener Neustadt und war ab 1895 als Hauptschullehrer tätig. Er unterrichtete in Wiener Neustadt, Lichtenwörth, Pottschach und Gloggnitz. Politisch engagierte sich Birbaumer zwischen 1913 und 1927 als Gemeinderat in Wiener Neustadt zudem war er von 1919 bis 1921 Abgeordneter zum Gemeinsamen Landtag von Niederösterreich und zum Landtag von Niederösterreich-Land. Er war in der Folge zwischen dem 11. Mai 1921 und dem 8. Juni 1921 Abgeordneter zum Landtag von Niederösterreich (I. Gesetzgebungsperiode), wo er sein Mandat zugunsten von Viktor Reich zurücklegte. Vom 20. Mai 1927 bis zum 21. Mai 1932 war er erneut Abgeordneter zum Landtag von Niederösterreich (II. Gesetzgebungsperiode) und hatte in der II. Gesetzgebungsperiode zwischen dem 20. Mai 1927 und dem 21. Mai 1932 das Amt des 3. Landtagspräsidenten inne. Zudem vertrat er Niederösterreich vom 1. Dezember 1920 bis zum 20. Mai 1927 im Bundesrat (I., II. und III. Gesetzgebungsperiode). Birbaumer trat zum 7. Juni 1932 der NSDAP bei (Mitgliedsnummer 1.082.184) und zum 1. Mai 1933 aus. Februar 1943 wurde er nach einem Antrag vom 12. Januar 1939 rückwirkend zum 1. Januar 1941 wieder in die Partei aufgenommen (Mitgliedsnummer 9.178.901).

## Publikationen
- Auf dunklen Bahnen. Gedichte. 1900.
- Der Onkel aus Indien. Schwank. 1901.
- Raum dem Werden. Neue Gedichte. 1903.
- Die Goldene Brücke. Roman, 1909.
- Die Reimkur. Lustspiel, 1918.
- Im Abendrot. Gedichte. 1922.
- Im Sturme. Hundert neue Gedichte. Xenien-Verlag, Leipzig 1917, 1922.
- Spielmanns Not. Gedichte. Kulturpolitischer Verlag, Gegenwart und Zukunft Band 82, Berlin 1935.